# Kuṟiñcippāṭṭu

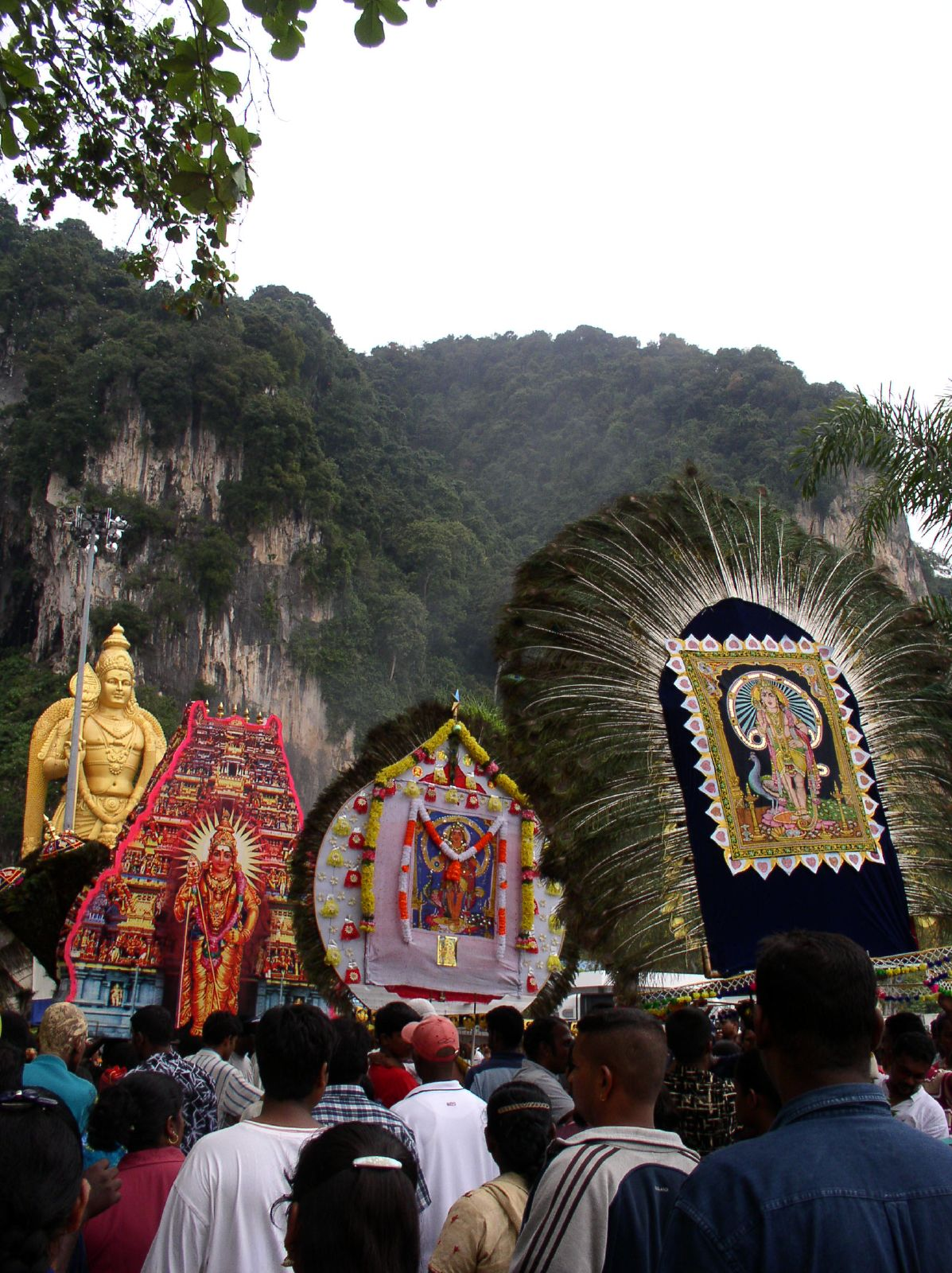
O Texto menciona Muruga, adorado por muitos

Kuṟiñcippāṭṭu (em tâmil:  குறிஞ்சிப்பாட்டு, literalmente "a canção das montanhas"), também chamado de Kurinchipattu ou Perumkurinchi, é um antigo poema tâmil no gênero literário sangam. É uma história sobre amor pré-marital. De autoria de Kapilar, é o oitavo poema da antologia Pattuppāṭṭu. O poema é geralmente datado do período clássico (séculos II a III d.C.).
O poema Kurincippattu tem 261 versos em métrica akaval . Possui 1.440 palavras, das quais pelo menos 19 são palavras emprestadas do sânscrito. A história subjacente é sobre um chefe de uma tribo das colinas que vê uma garota e se apaixona à primeira vista. Ela se apaixona por ele também. Sua irmã adotiva percebe o que está acontecendo e marca um encontro para eles se divertirem nos "belos bosques da floresta". Oprimida pela experiência do primeiro amor, seu comportamento em casa muda. Seus pais percebem a estranheza e suspeitam que algo está acontecendo. Eles não acham que haja um amante envolvido, mas presumem a possessão de espíritos. Eles convidam exorcistas para tratar sua filha. Sua irmã adotiva intervém e conta toda a história, além de como o jovem salvou sua vida duas vezes recentemente, uma vez de afogamento e outra de ataque de um elefante. Os pais acham que o jovem seria um bom marido, por isso consentem com o casamento. Eles não aprovavam seu amor ilícito antes do casamento, mas o poema de amor descreve como o menino continuava vendo a menina todas as noites e como ela se preocupava com a jornada de seu amante pela floresta cheia de perigos e vida selvagem quando ele vinha ao seu encontro.
O poema é bem escrito, mas é incomum em algumas partes. Por exemplo, à medida que a história de amor se desenvolve, ela divaga e recita um catálogo de 99 flores da montanha nas linhas 61 a 95, aquelas encontradas na região de Kurinci. Para alguns estudiosos, isso parece ser uma inserção na história de amor original. Outros estudiosos afirmam que este poema pode ter tido múltiplos propósitos e servido como modelo com informações incorporadas para outros bardos enquanto compunham poemas para seu público. Isto é confirmado em outros poemas tâmeis antigos, onde catálogos de informações sobre flora, fauna, doadores e outros tópicos foram incorporados ao poema em forma métrica. No entanto, outros estudiosos veem isso, juntamente com certas características estruturais do Kurincippattu, como razões para suspeitar de uma "quase falsificação cometida contra um bardo famoso", afirma Zvelebil.
O poema foi dedicado ao rei Prahattan do norte da Índia e para lhe ensinar os princípios da poesia Tamil. Ele contém detalhes significativos sobre roupas, joias, agricultores das montanhas protegendo suas colheitas de elefantes e outros animais selvagens, armas carregadas pelos chefes, instrumentos musicais, o deus guerreiro Murugan, sacerdotes fazendo suas devoções noturnas e outras informações culturais sobre o antigo Tamil Nadu. O poema apresenta práticas de namoro da era antiga, mas também descreve as questões éticas e "possíveis rumores perversos" com os quais a donzela – e mais tarde o homem – se preocupa ao iniciar e continuar seu caso de amor pré-marital. Suas discussões e, em seguida, um acordo de casamento fazem parte deste poema de amor.